# Chayanne
 (septembre 2014).
Si vous disposez d'ouvrages ou d'articles de référence ou si vous connaissez des sites web de qualité traitant du thème abordé ici, merci de compléter l'article en donnant les références utiles à sa vérifiabilité et en les liant à la section « Notes et références ».
Chayanne, est un chanteur de pop latino et acteur portoricain, né le 28 juin 1968 à San Juan, à Puerto Rico.

## Biographie

### Début de sa vie
Elmer Figueroa Arce, plus connu sous le nom de Chayanne, est né à Rio Piedras, un district de San Juan à Puerto Rico le 29 juin 1968. Il est le troisième d'une famille de cinq enfants. On admet qu'il est né le 28 juin, mais dans une interview, il aurait révélé que sa mère avait été admise à l'hôpital le 28 pour accoucher le 29 juin. Le médecin, cependant, a bien enregistré sa naissance au 28 juin.
Après la naissance de deux autres enfants, la famille déménage à San Lorenzo, dans la partie sud-ouest de l'île (appelée El Pueblo de los Samaritanos - La ville des Samaritains - ou - La Tierra de las Leyendas - La Terre des Légendes). Il retourne fréquemment dans cette région pour rendre visite à sa famille.
Elmer Figueroa est devenu Chayanne alors qu'il était encore enfant. C'est un surnom que lui a donné sa mère d'après une série télévisée des années 1950/60 intitulée "Cheyenne".

### Carrière avec Los Chicos
À la fin des années 1970, il passe une audition pour entrer dans le groupe Menudo. Malheureusement on lui explique qu'il est trop jeune pour devenir membre. Il entre alors dans un autre groupe, Los Chicos, qui a réalisé plusieurs tubes dont "Puerto Rico Son Los Chicos" et Ave María.

### Carrière solo
Après la séparation de Los Chicos en 1984, Chayanne commence sa carrière d'artiste solo. Il signe avec RCA Records et enregistre son premier album Chayanne es mi nombre cette même année. Son second album avec RCA, Sangre Latina est sorti en 1986.
Après trois ans chez RCA, Chayanne change de label et signe avec Sony Music. Il éclate au grand jour avec son album éponyme (Chayanne) sorti en 1987. Cet album voulait offrir un mélange de ballades et de pistes de danse, un style pour lequel Chayanne est désormais réputé.

## Discographie
- 1984 : Chayanne es mi nombre.
- 1986 : Sangre latina.
- 1987 : Chayanne.
- 1988 : Chayanne.
- 1990 : Tiempo de vals.
- 1992 : Provócame.
- 1994 : Influencias.
- 1996 : Volver a nacer.
- 1998 : Atado a tu amor.
- 2000 : Simplemente.
- 2002 : Grandes éxitos.
- 2003 : Sincero.
- 2005 : Desde siempre.
- 2005 : Cautivo.
- 2007 : Mi tiempo.
- 2008 : Chayanne: Vivo (Live).
- 2010 : No hay imposibles.
- 2012 : A solas con Chayanne (Live).
- 2014 : En todo estaré.
- 2023 : Bailemos otra vez.

## Acteur
- 1998 : Danse passion (Dance with Me) de Randa Haines : Rafael Infante
- 2004 :Un, dos, tres (un Paso adelante): lui-même